# معركة البصرة (871)
معركة البصرة ، حدثت معركة البصرة بين الثوار الزنج وبين الدولة العباسية من اليوم السابع إلى اليوم العاشر من سبتمبر عام 871م، والتي انتهت بانتصار الثوار الزنج، وتعرضت البصرة بعدها للتخريب والنهب.